# Klangkarussell
Klangkarussell is een Oostenrijks producersduo.
Klangkarussell werd opgericht in 2011 en bestaat uit de dj's Tobias Rieser en Adrian Held, die allebei uit Salzburg komen. Met hun debuutsingle Sonnentanz (2012) brak het duo direct door, eerst in de Duitstalige landen en daarna ook in de rest van West-Europa. De single werd in 2013 een nummer 1-hit in Nederland en bereikte ook de top 10 in België en het Verenigd Koninkrijk. In 2014 verscheen het debuutalbum Netzwerk.

## Discografie

### Albums
| Album met eventuele hitnotering(en) in de Nederlandse Album Top 100 | Datum van verschijnen | Datum van binnenkomst | Hoogste positie | Aantal weken | Opmerkingen |
| ------------------------------------------------------------------- | --------------------- | --------------------- | --------------- | ------------ | ----------- |
| Netzwerk                                                            | 2014                  | 02-08-2014            | 43              | 2            |             |

| Album met hitnotering(en) in de Vlaamse Ultratop 200 albums | Datum van verschijnen | Datum van binnenkomst | Hoogste positie | Aantal weken | Opmerkingen |
| ----------------------------------------------------------- | --------------------- | --------------------- | --------------- | ------------ | ----------- |
| Netzwerk                                                    | 2014                  | 09-08-2014            | 11              | 16           |             |

### Singles
| Single met eventuele hitnotering(en) in de Nederlandse Top 40 | Datum van verschijnen | Datum van binnenkomst | Hoogste positie | Aantal weken | Opmerkingen                |
| ------------------------------------------------------------- | --------------------- | --------------------- | --------------- | ------------ | -------------------------- |
| Sonnentanz                                                    | 21-02-2012            | 16-03-2013            | 1(2wk)          | 22           | Nr. 1 in de Single Top 100 |

| Single met hitnotering(en) in de Vlaamse Ultratop 50 | Datum van verschijnen | Datum van binnenkomst | Hoogste positie | Aantal weken | Opmerkingen |
| ---------------------------------------------------- | --------------------- | --------------------- | --------------- | ------------ | ----------- |
| Sonnentanz                                           | 2012                  | 06-04-2013            | 3               | 23           |             |
| Netzwerk (Falls like rain)                           | 2014                  | 24-05-2014            | 17              | 15           |             |
| Symmetry                                             | 2014                  | 20-09-2014            | tip15           | -            |             |